# Malaquies d'Armagh
Malaquies (Armagh, Irlanda, 2 de novembre de 1094 - Claravall, 1148), en gaèlic antic Máel Máedóc Ua Morgair i en gaèlic modern Maelmhaedhoc Ó Morgair fou arquebisbe d'Armagh.
Hom li atribueix les Profecies de Malaquies, un text apòcrif de la darreria del segle xvi que revelaria les identitats dels papes fins al final dels temps. Sobre l'autoria real d'aquest text hi ha moltes hipòtesis, però els historiadors s'acorden que no va ser Malaquies.
Malaquies significa «àngel del Senyor» i no s'ha de confondre amb el profeta hebreu Malaquies, que dona nom a un dels llibres de l'Antic Testament.

## Vida

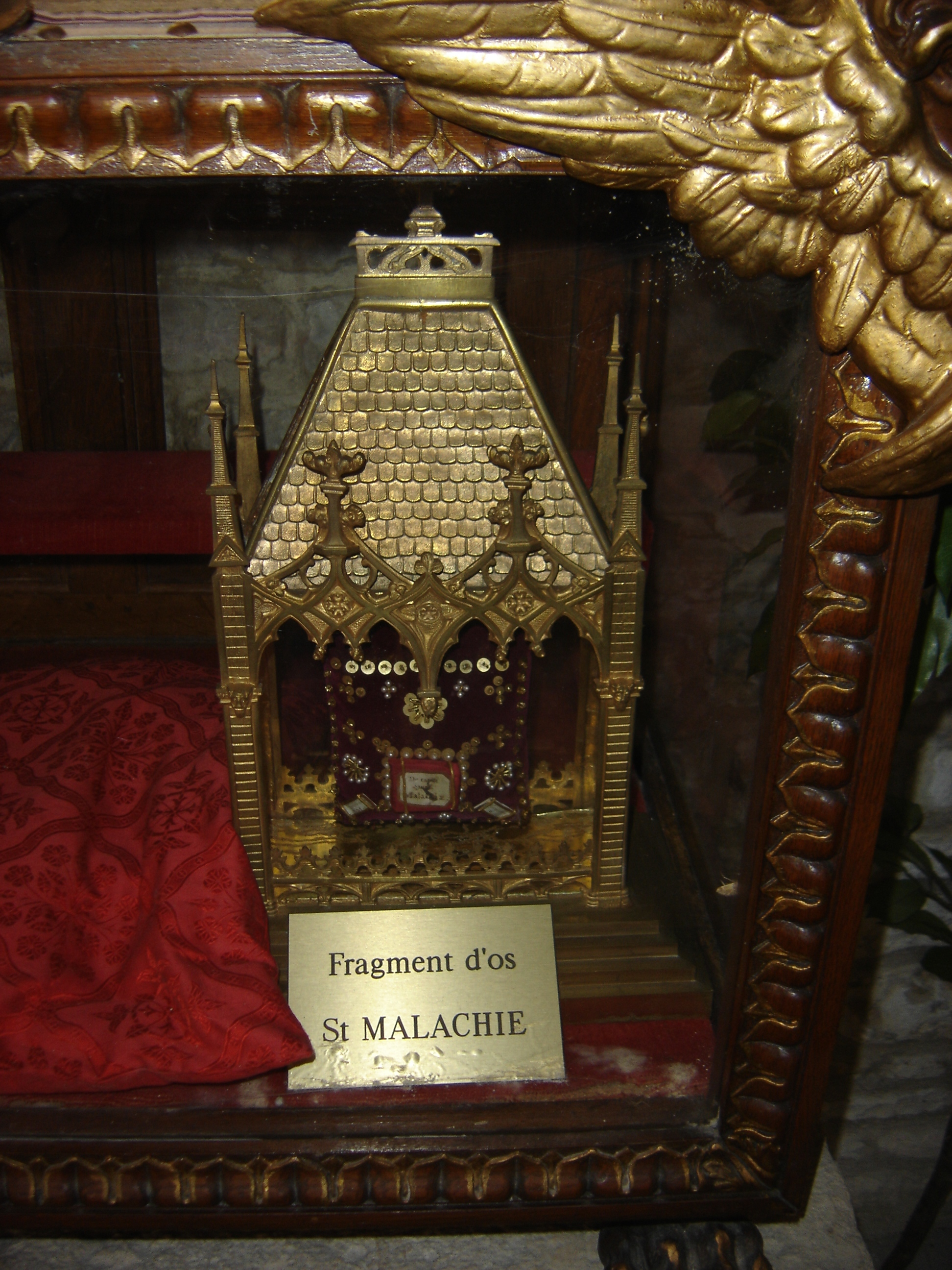
Reliquiari de Sant Malaquies a Claravall

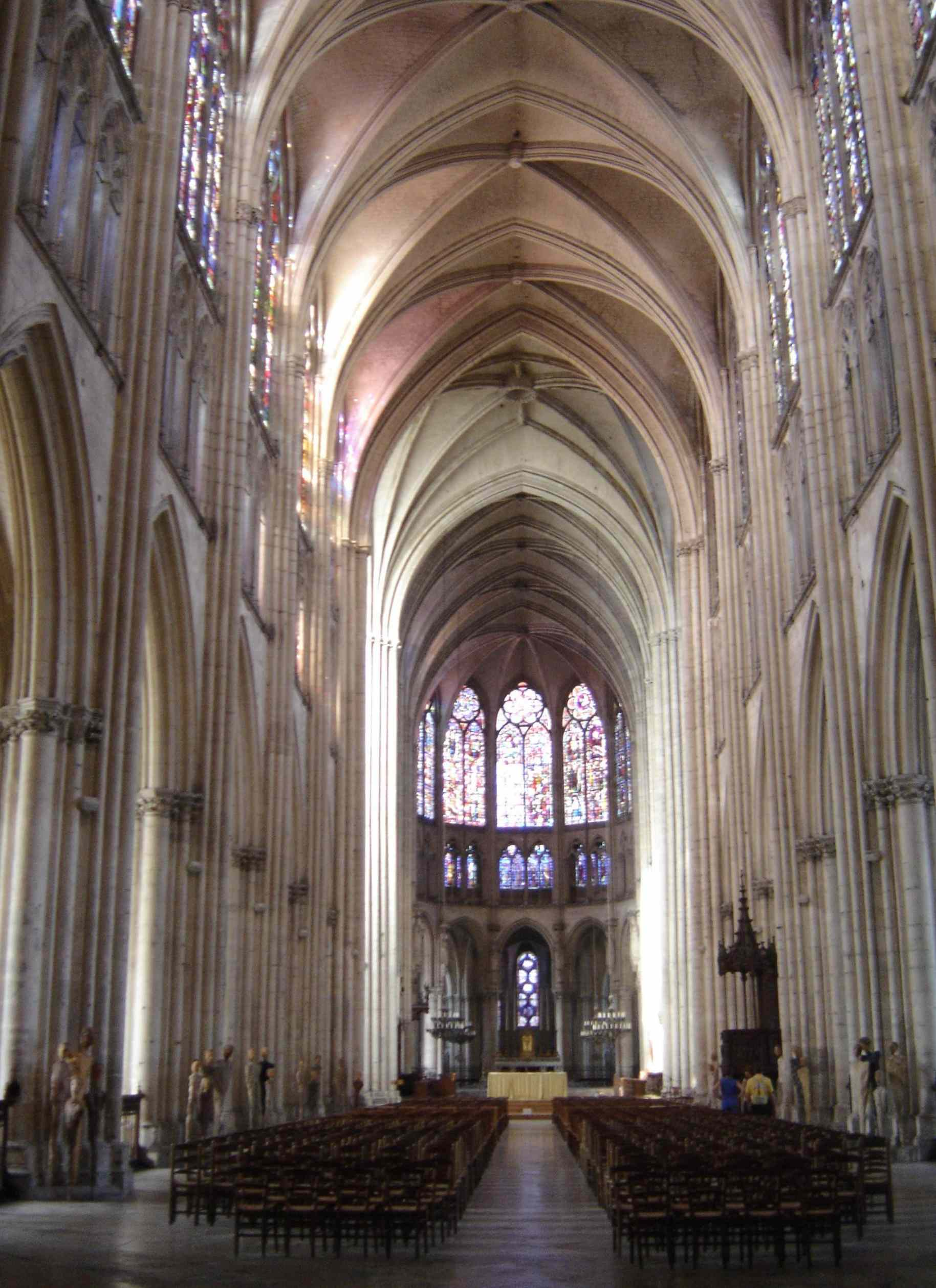
Catedral de Troyes, on avui hi ha les restes del sant, amb les de Sant Bernat de Claravall

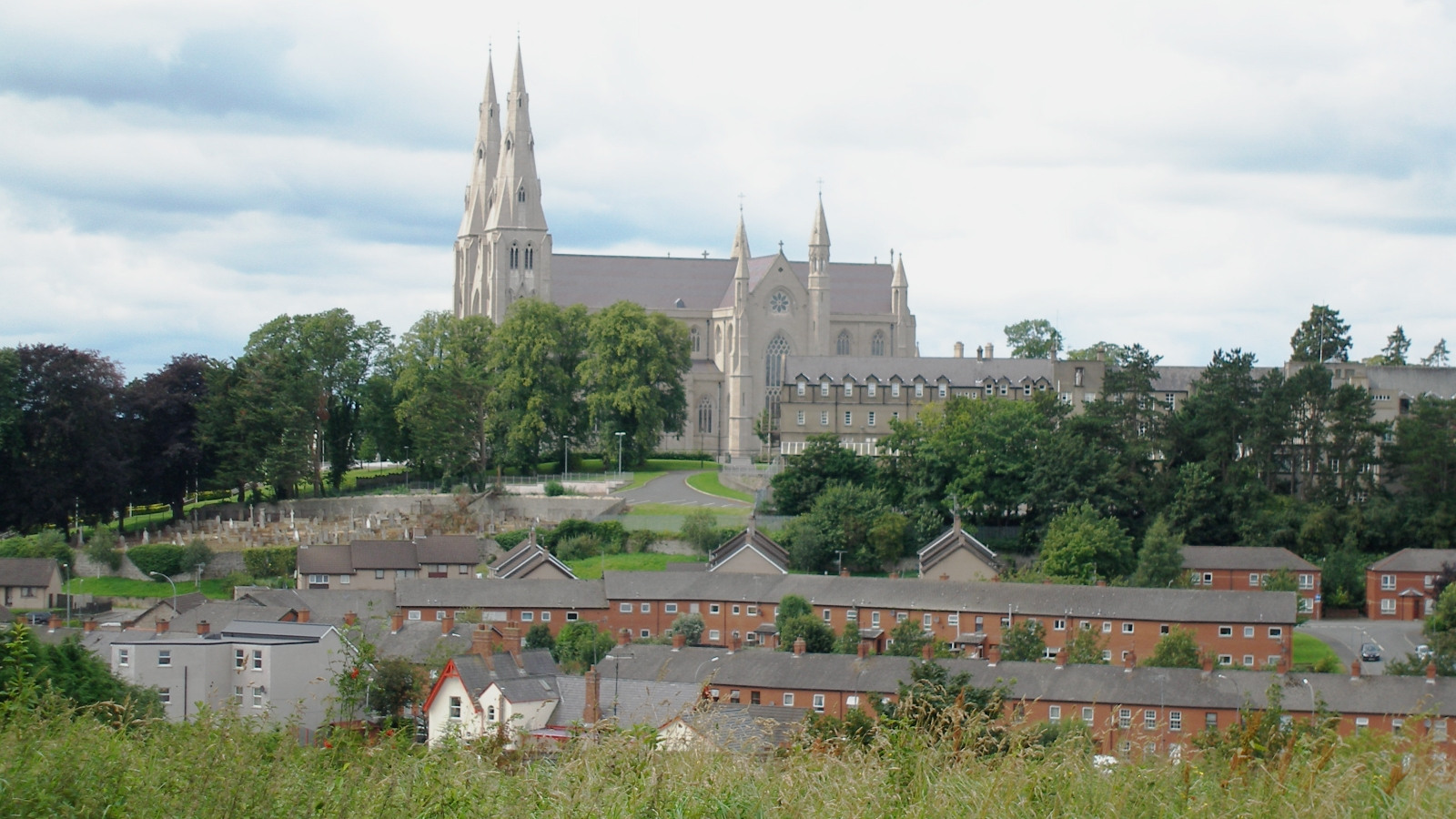
Actual catedral catòlica d'Armagh

Pertanyia a una família noble, els O'Morgair. Va ser batejat com a Maelmhaedhoc (llatinitzat més tard com a Malaquies o Malachy en la versió anglesa). Durant la seva educació, va compartir un temps la vida eremítica amb Imhar O'Hagan, i més tard amb sant Cellach (Celsus), bisbe d'Armagh. Ordenat sacerdot per Celsus el 1119, va continuar els estudis de litúrgia i teologia a Lismore. El 1123 va ser escollit abat de Bangor i un any més tard va ser consagrat bisbe de Connor. En morir Cels el 1132 va ser nomenat arquebisbe d'Armagh. Va viatjar a Roma dues vegades. La primera vegada el 1138-1139, i a la tornada va visitar el seu amic i monjo benedictí Bernat de Claravall, que el va ajudar a fundar a Irlanda la gran abadia de Mellifont el 1142.
En la tornada d'un segon viatge a Roma, Malaquies es va emmalaltir i va arribar al monestir cistercenc de Claravall, on va morir als braços de sant Bernat el 2 de novembre de 1148, segons la hagiografia que el mateix Bernat va escriure sobre el seu amic.
Se li atribueixen molts miracles, però pel que més se'l recorda és pel seu presumpte do de profecia. En efecte hauria fet profecies sobre Irlanda, sobre la seva pròpia mort, els reis d'Espanya i, la més famosa, l'apocrifa Profecia de Sant Malaquies sobre els papes des de Celestí II fins a la fi del món.

## Veneració
Canonitzat pel papa Climent III, el 6 de juliol de 1199, és el primer sant irlandès. Se celebra el 3 de novembre.